# Statua dell'Angelo Tutelare

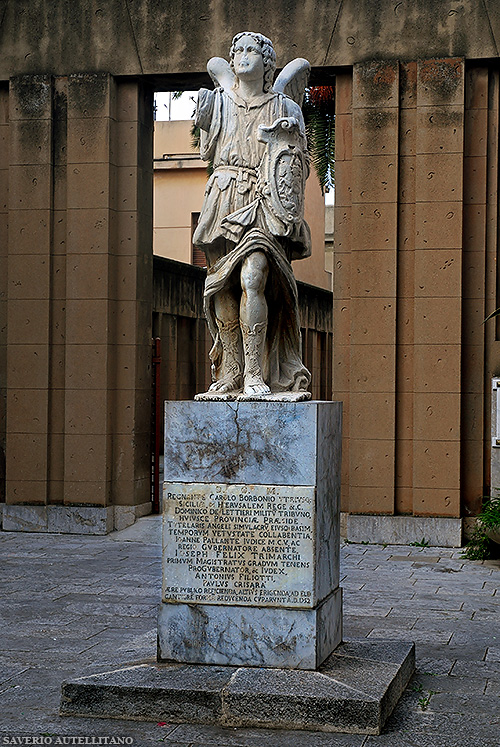
L'Angelo Tutelare.

La statua dell'Angelo Tutelare (o semplicemente l'Angelo Tutelare) è una statua marmorea raffigurante san Michele Arcangelo, situata in  piazza San Giorgio a Reggio Calabria, nei pressi della chiesa di San Giorgio al Corso. È da considerarsi tra le poche testimonianze a noi pervenute della città seicentesca.
Il monumento è ritenuto importante non solo per il valore artistico, ma soprattutto per il complesso di significati in esso contenuti. L'opera, dalle sembianze di un guerriero, ha infatti in mano uno scudo che raffigura l'effigie di san Giorgio, simbolo storico della città di Reggio.

## Storia
L'opera fu scolpita nel 1637, ma non si conosce con precisione l'autore. Secondo alcuni pare che essa sia opera di abili scalpellini reggini, secondo altri è da attribuire all'ambito messinese, ed in tal caso potrebbe essere opera dell'artista Placido Brandamonte distintosi a Reggio per altre commissioni.
Il monumento dell'Angelo Tutelare, oggi collocato nella piazza di fronte alla chiesa di San Giorgio al Corso, era originariamente ubicato a poca distanza dalla  porta della Dogana, a fianco alla  chiesa dei Carmelitani, come chiaro riferimento all'azione di tutela e difesa affidata ad un  angelo custode. Qui era posto sulla sommità di una colonna che sorgeva su un basamento, andati distrutti con il terremoto del 1783.
La statua è stata restaurata nel 1752, dopo il terremoto ha subito vari spostamenti ma dopo quasi cento anni trascorsi nel Museo civico della città (1862-1960) è stata scelta per l'angelo la collocazione che ancora oggi lo accoglie.
L'ultimo intervento di restauro eseguito nel 1998 ha sottoposto l'opera a pulitura laser, trattamento biotico, imperniatura, consolidamento e protezione finale, riportando qual che resta della scultura al suo antico splendore.

## Descrizione

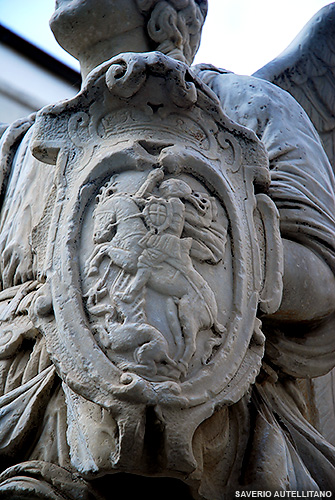
Lo scudo dell'Angelo Tutelare raffigura san Giorgio nell'atto di uccidere il drago.

La statua, realizzata in marmo greco, è modellata con l'aspetto di un condottiero, difensore del popolo cristiano; egli stringe nel braccio sinistro uno scudo effigiante lo stemma di Reggio: San Giorgio a cavallo nell'atto di uccidere il drago.
Il basamento che oggi regge l'opera presenta tre iscrizioni che testimoniano le tappe importanti in cui questa è stata coinvolta:
1. sul retro è indicata la funzione svolta dall'Angelo, quale custode della città di Reggio;
2. la prima di fronte si riferisce al restauro effettuato nel 1752;
3. la seconda di fronte all'attuale collocazione attuale della statua, tornata oggi ad essere custode e guida della città.

Nel 1999 è stato rinvenuto il braccio destro dell'Angelo che avrebbe impugnato la spada, tuttavia non è ancora stato ricollocato sulla statua.